# Brebornica
Brebornica is een plaats in de gemeente Krnjak in de Kroatische provincie Karlovac. De plaats telt 89 inwoners (2001).